# Qlimax

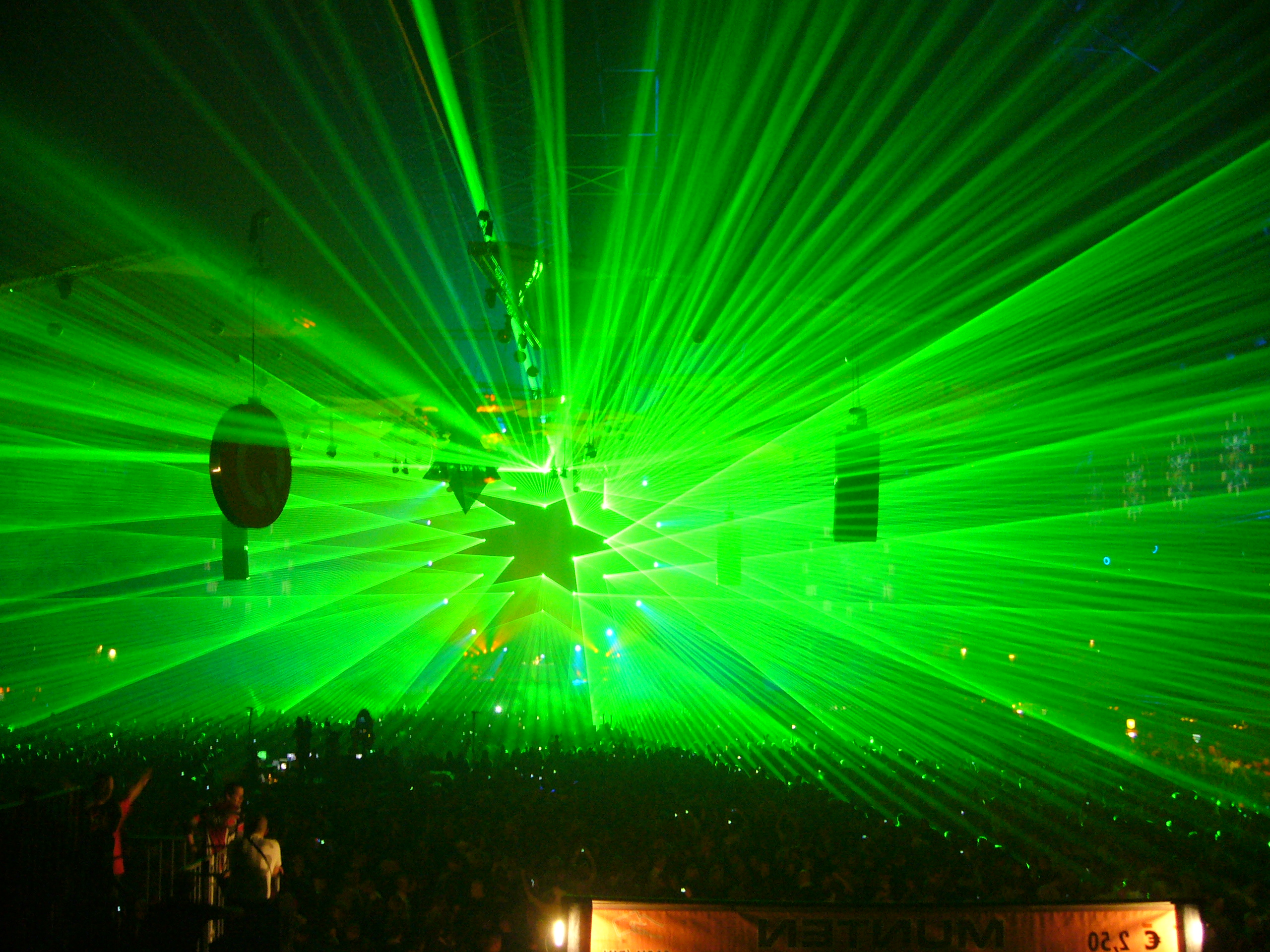
Qlimax 2008

Qlimax (Ableitung von „climax“, englisch Höhepunkt) war eine jährlich stattfindende Veranstaltung für elektronische Musik der Hardstyleszene in den Niederlanden. Sie fand jeweils an einem Samstag im November statt. 
Die letzte Ausgabe fand am 16. November 2024 statt. Q-Dance hat damit die Festival-Tradition nach 24 Jahren beendet.

## Hintergrund

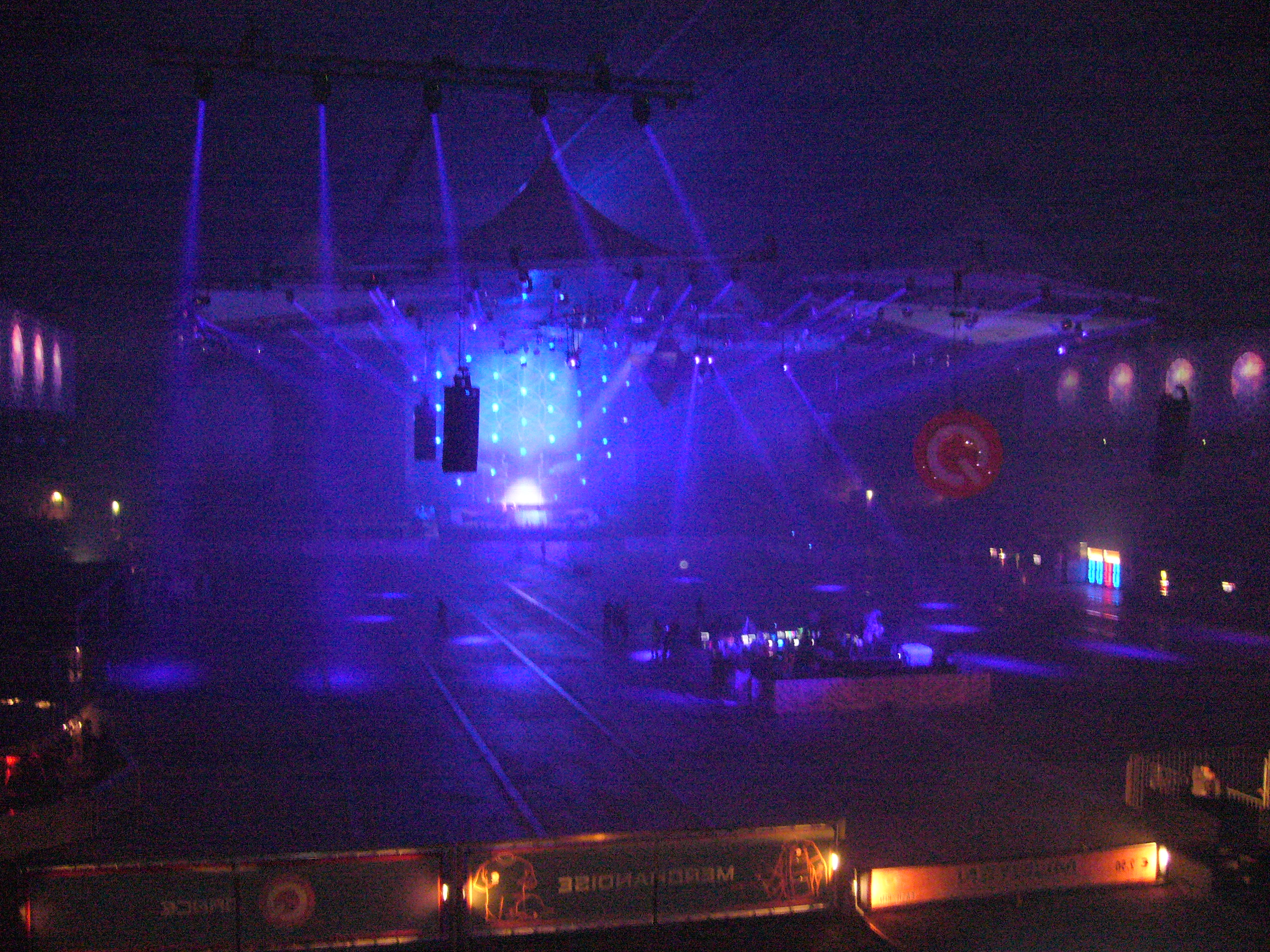
Qlimax 2008 30 Minuten vor dem Einlass

Qlimax war eine Veranstaltung des Plattenlabels und Musikveranstalters Q-Dance. Von 2000 bis 2003 fand sie ein- bis dreimal jährlich statt, seit 2004 einmal pro Jahr in der dritten Novemberwoche. Veranstaltungsort war zunächst das Beursgebouw (Eindhoven), danach verschiedene andere Orte wie der SilverDome (Zoetermeer) und die Heineken Music Hall (Amsterdam), seit 2003 im GelreDome in Arnheim. Im Februar 2006 und Januar 2007 gab es zusätzlich 2 Veranstaltungen in Belgien.
Generell besteht das Line-Up aus einem Hard-Trance-DJ, der die Veranstaltung eröffnet, einem Jumpstyle-DJ/Early Hardstyle-DJ, fünf oder mehr Hardstyle-DJs und einem Hardcore-Techno-DJ, der die Show beendet. 2014 wurde erstmals auf einen einleitenden Hard-Trance-Act verzichtet. Das Event begann mit drei Hardstyle-DJs, gefolgt von drei Raw-Hardstyle-DJs und endete mit drei Hardcore-DJs. Im Jahr 2018 schloss erstmals ein Frenchcore- anstelle eines Hardcore-Acts die Veranstaltung. Der Ablauf der Shows ist mit geringen Unterschieden immer derselbe, jedoch immer mit einem an
deren Thema. Diese Themen werden, im Sinne des Hardcore Technos und Hardstyles, im dunklen Stile verarbeitet und erzählen dabei eine Geschichte, die in mehrere Kapitel eingeteilt ist, die jeweils durch ein Intro eingeführt werden. Die Intros dienen zugleich zur Einleitung der DJs. Die DJs residieren auf einer erhöhten Bühne vor den Zuschauern. Das Bühnenset wird jedes Jahr anders gestaltet und durch mehrere Laser, Strahler, Scanner, Clipper und auch Feuerwerk in Szene gesetzt.
Die Karten sind in der Regel innerhalb von Stunden nach dem Verkaufsstart ausverkauft. 2013 waren die Tickets nach einer Stunde und 29 Minuten ausverkauft. 2016 waren die Tickets in weniger als einer Stunde ausverkauft,

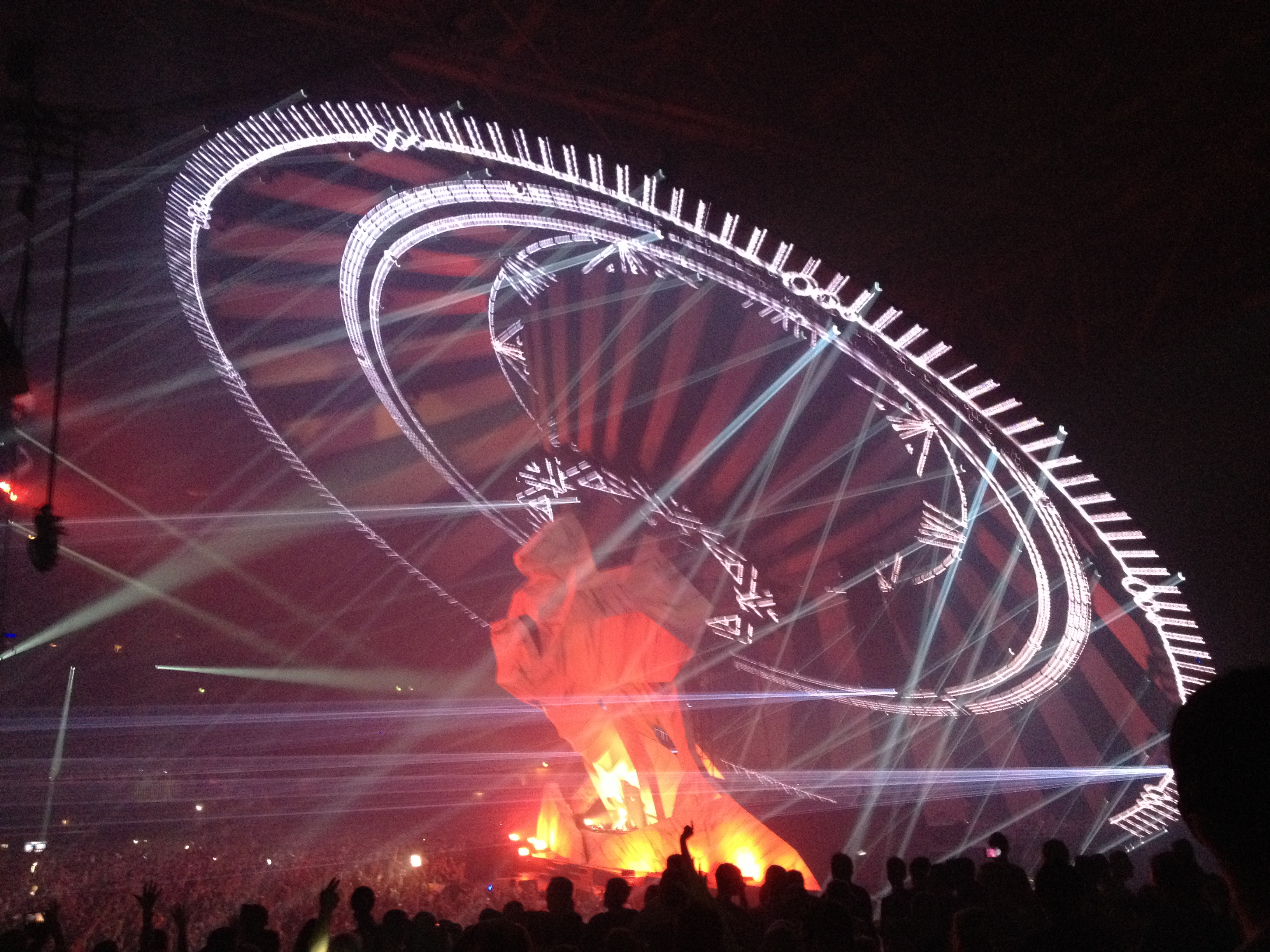
Bühne 2014
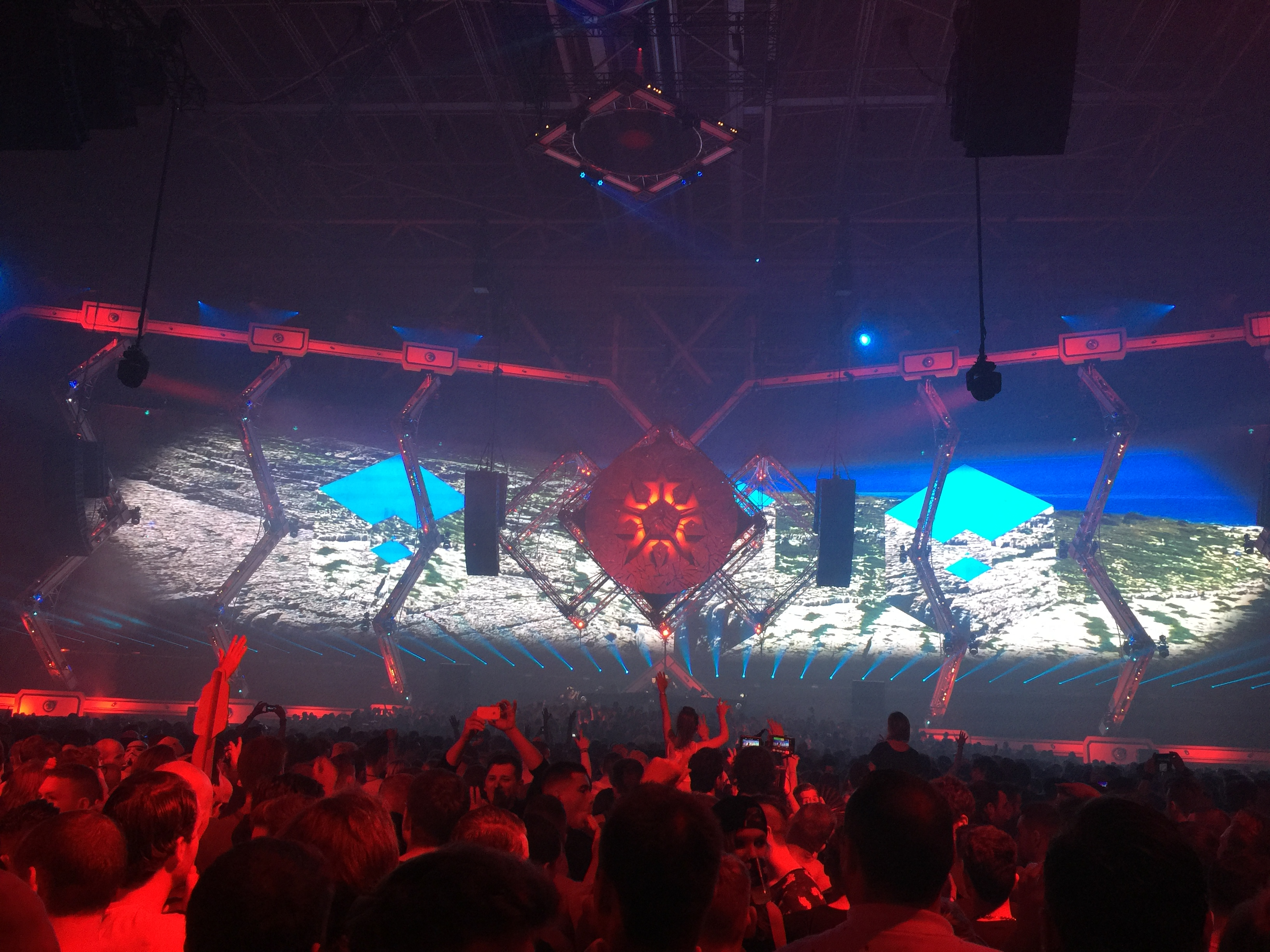
Bühne 2015
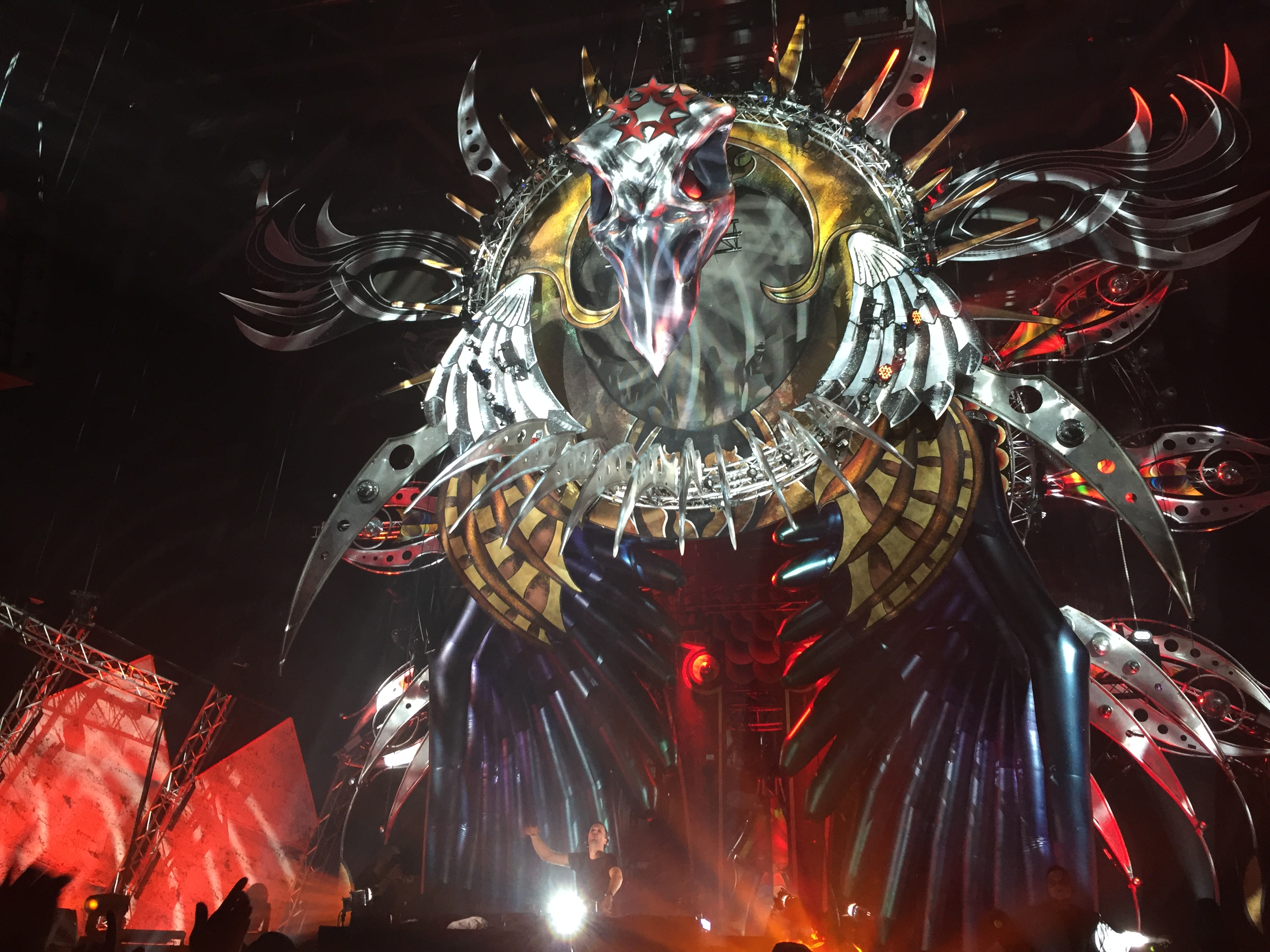
Bühne 2016
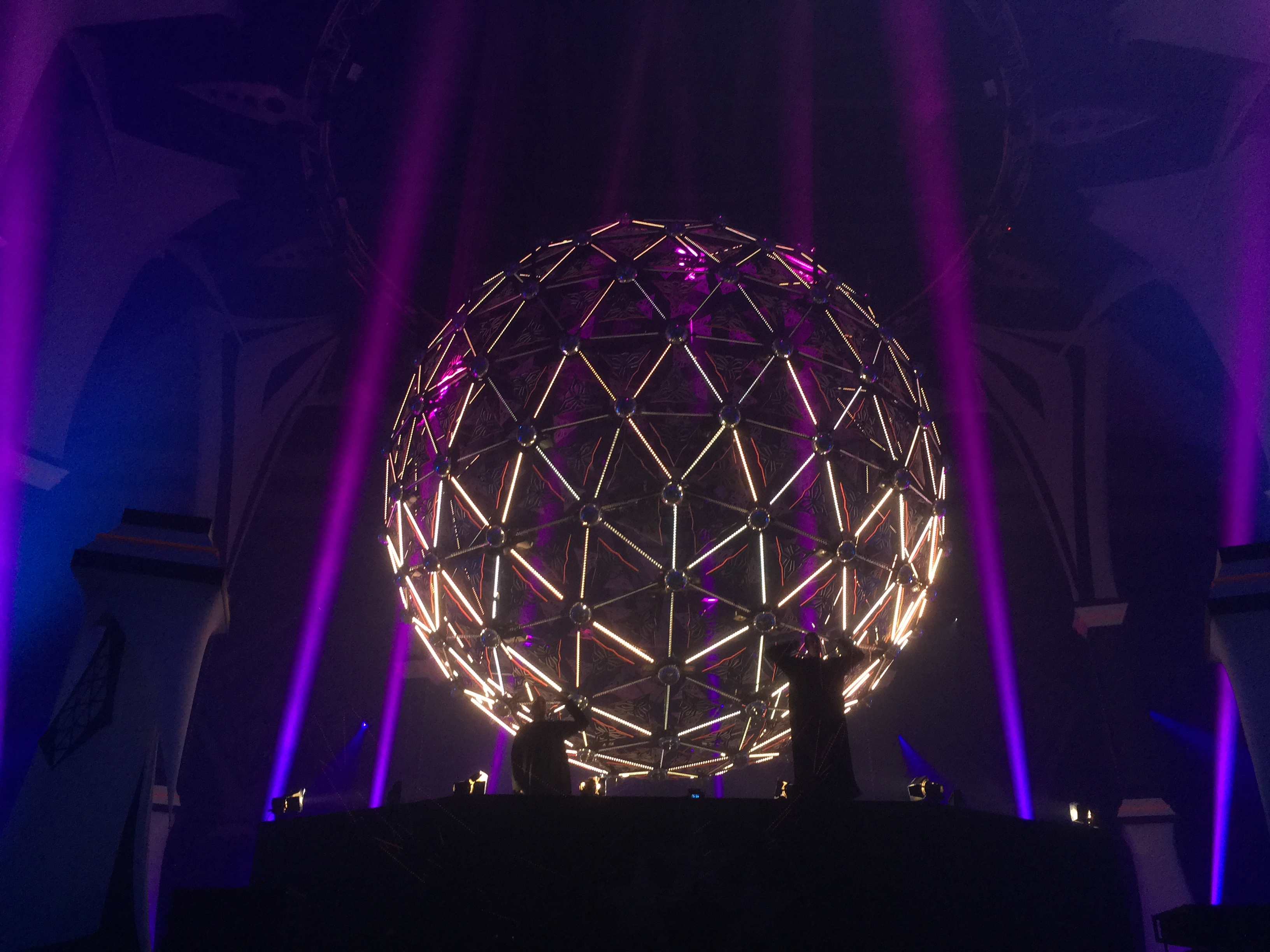
Bühne 2017
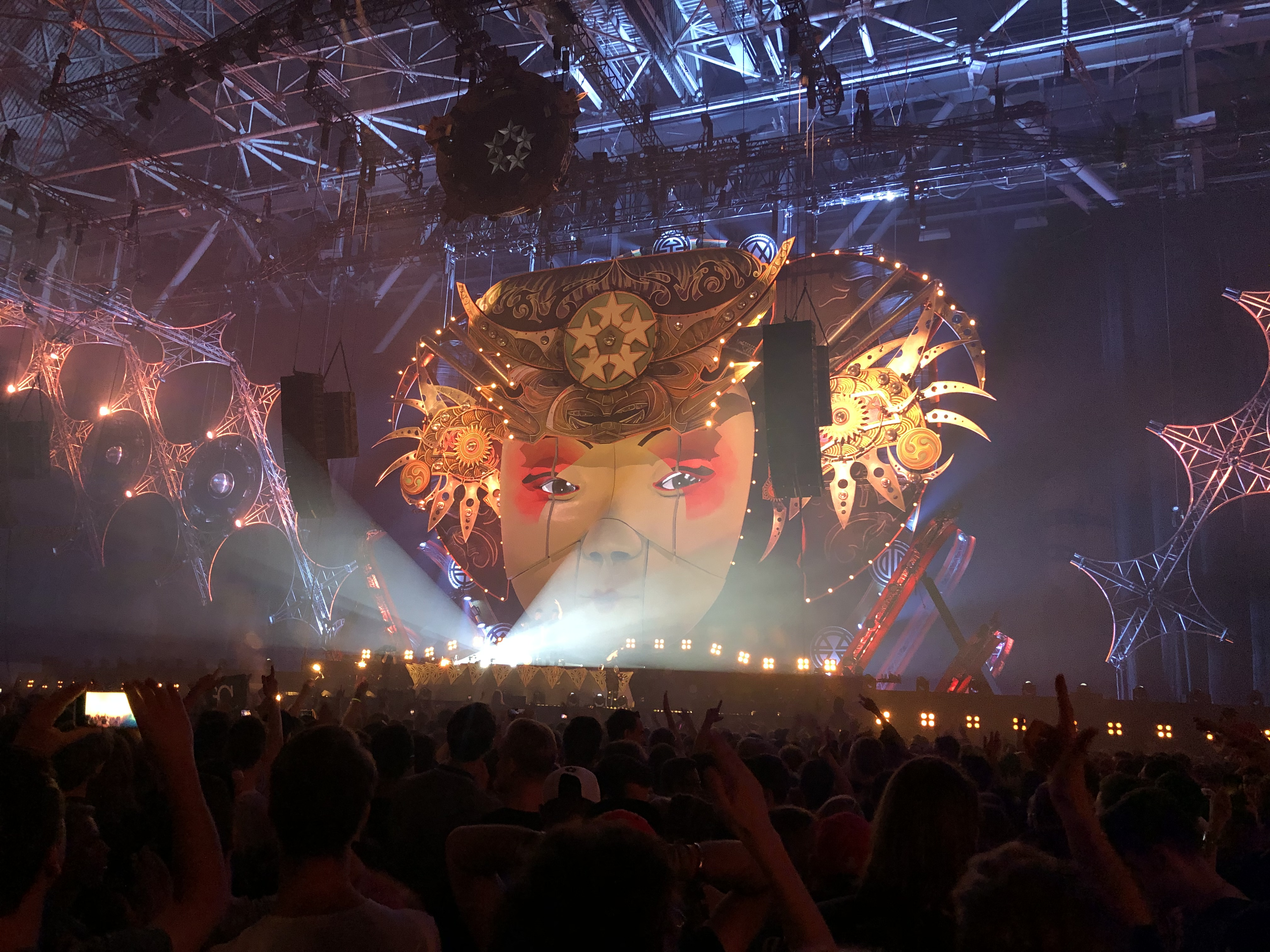
Bühne 2018
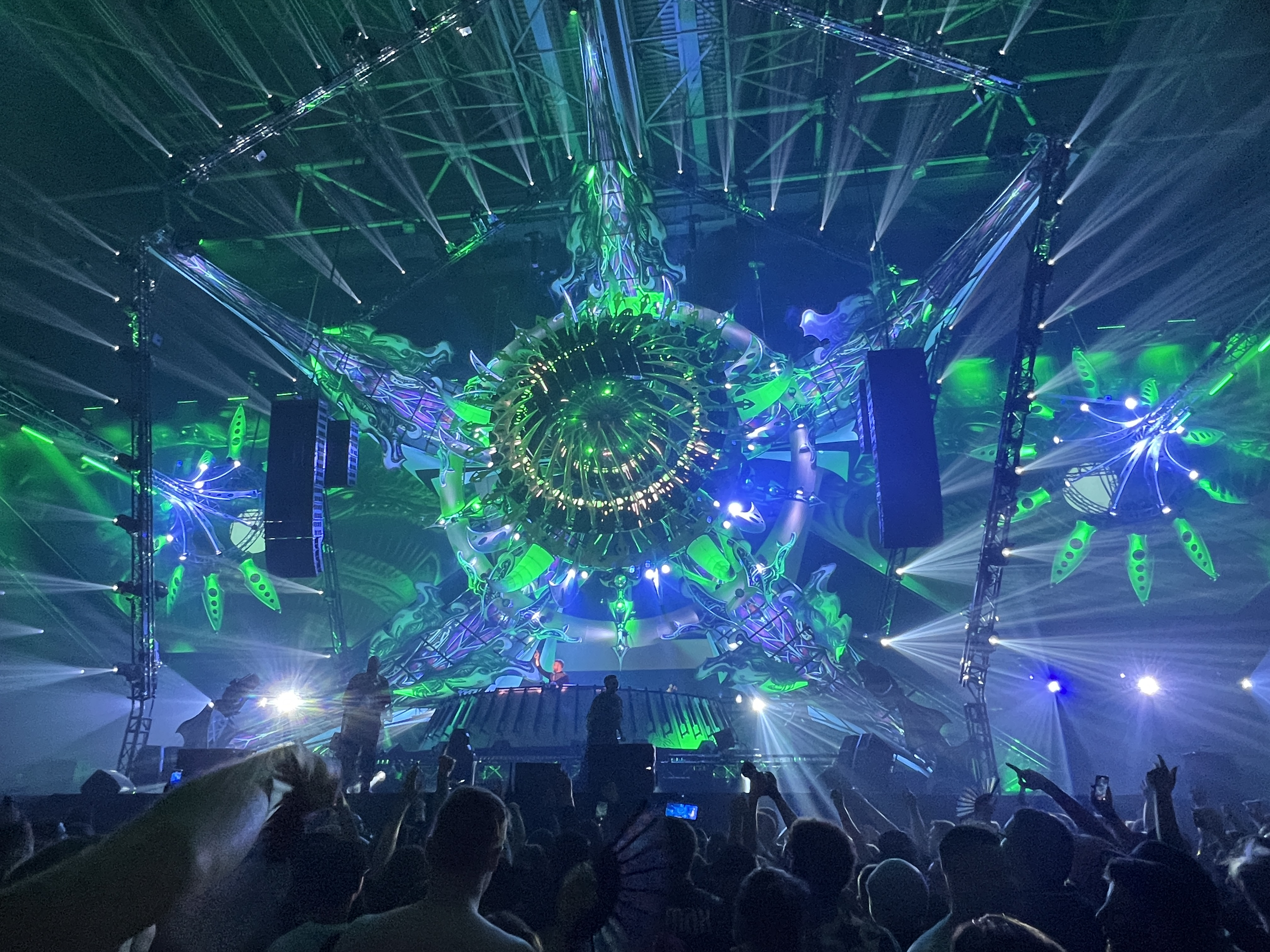
Bühne 2023
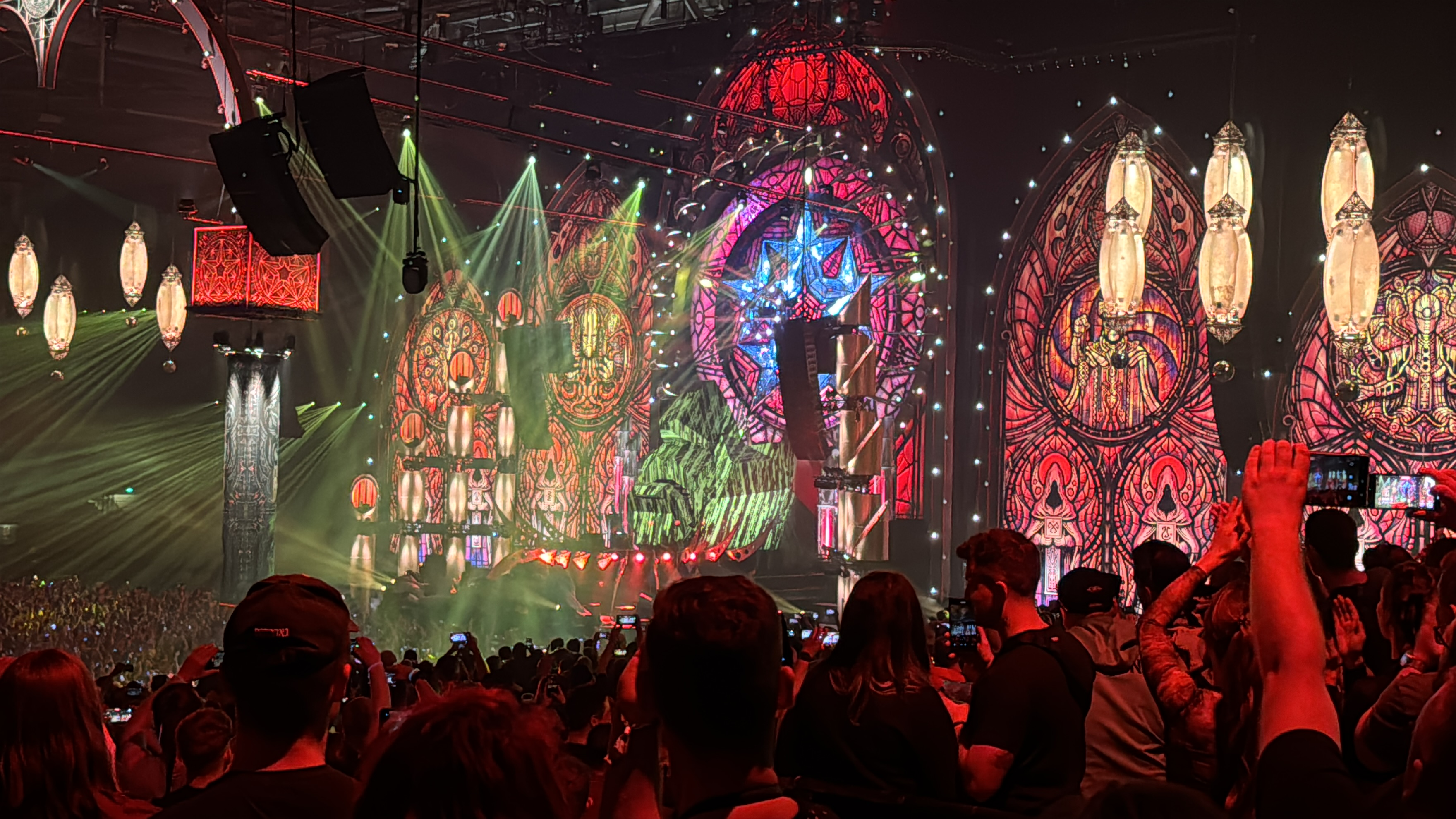
Bühne 2024

### Line-Ups der Jahre 2000 bis 2024
Captain Tinrib

Jon the Dentist

The Advent

CJ Bolland

Armin van Buuren

Ferry Corsten

Ian M

Rank 1

Remy
Pavo

Dana

Captain Tinrib

Nick Sentience
Dana

Gary D

Pila

The Scientist

Pavo

Sunny D

Acid Junkies

DJ Astrid

Jon the Dentist

Nick Sentience

K90

Billy Daniel Bunter

Rubec

Steve Hill

Spider

Laidback Luke

Marusha

Remy
Gary D

Mauro Picotto

Kai Tracid

Dana

Alpha² (Alpha Twins)

Bas & Ram

Marco V

Lisa Loud

Michel de Hey

Acid Junkies

Jon the Dentist
Melanie Di Tria

Pavo

Sunny D

Technoboy

Dana

Alpha² (Alpha Twins)

Bas & Ram

Pila

Russenmaffia

Warpbrothers

Don Diablo
Captain Tinrib (Live)

Cosmic Gate

Dana

Gary D

Kai Tracid

Pavo

Technoboy

Warmduscher
Alpha Twins

Bas & Ram

Charly Lownoise

Dana

DJ Gizmo

DJ Isaac

DJ Zenith

Haze & Abyss

Luna

Melanie Di Tria

Pavo

Pila

Sunny D

Technoboy

The Darkman
Bas & Ram

Bass-D & King Matthew

Danielle Mondello

Deepack

Kai Tracid

Luna

Max B Grant

MC: Ruffian

Pavo

Technoboy

The Prophet
Charly Lownoise

Dana

Igor S

Luna

Outblast

Pavo

Pila

Technoboy & The Prophet

Zany
Alpha Twins

Bas & Ram

Beholder & The Balistic

DJ Isaac

Luna

Pila

Technoboy

The Prophet

Vince

Zany
Alpha Twins

Dana

DJ Ruthless

Donkey Rollers (Live)

Luna

MC Ruffian

Promo

Showtek

Tatanka

The Prophet & Headhunterz (Live)

Yves de Ruyter
Brennan Heart

DJ Ghost

Fausto

Headhunterz

MC Ruffian

Neophyte

Showtek feat. MC DV8

Technoboy

Zany & The Prophet
 Mark Sherry

 Showtek

 Headhunterz

 Project One

 D-Block & S-Te-Fan

 Technoboy

 Tatanka

 Zany & Vince

Hosted by:  Ruffian
 DJ Isaac

 A-Lusion

 Davide Sonar (Live)

 Brennan Heart

 Technoboy

 D-Block & S-Te-Fan

 Headhunterz

 Noisecontrollers (Live)

 Deepack

 Noize Suppressor (Live)

Hosted by:  Ruffian

 Pavelow

 Stephanie

 Wildstylez

 Wildstylez & Noisecontrollers

 TNT (Technoboy & Tuneboy)

 Brennan Heart

 D-Block & S-Te-Fan

 Psyko Punkz (Live)

 Zatox

 Endymion & Evil Activities

hosted by:  MC Ruffian

 Stana

 Coone

 Headhunterz

 Zany & The Pitcher feat. DV8

 Noisecontrollers

 Zatox

 Ran-D

 Gunz for Hire

 The Prophet

Hosted by:  Ruffian

 A*S*Y*S

 Wildstylez

 (Frontliner)

 Isaac

 Technoboy

 Zatox

 Psyko Punkz

 (Brennan Heart)

 B-Front

 (Adaro)

 Evil Activities & E-Life

Hosted by:  Ruffian & Villain

 ACTI

 Wildstylez & Max Enforcer

 Code Black

 Coone

 Gunz For Hire

 Noisecontrollers

 Zatox

 Alpha²

 Mad Dog & Art of Fighters

Hosted by:  Ruffian

  Audiofreq & Technoboy

 Headhunterz

 Atmozfears

 Frontliner

 Noisecontrollers

 Ran-D

 Crypsis

 Endymion

 The Viper

 Partyraiser

Hosted by:  Ruffian

 Isaac

 Bass Modulators

 Atmozfears

 Noisecontrollers & Wildstylez

 Brennan Heart & Ran-D

  Zatox & Adaro

 Frequencerz

 Deetox

 Tha Playah

Hosted by:  MC Villain

 Tuneboy

 Audiotricz

 Brennan Heart

 (Blademasterz)

 Coone

 Project One

 Bass Modulators

 Frequencerz

 (Ran-D)

 B-Front

 Angerfist

Hosted by:  MC Villain

 TNT (Technoboy & Tuneboy)

 D-Block & S-te-Fan

 Wildstylez

 Da Tweekaz

 Noisecontrollers & Atmozfears

 Frequencerz

 (Phuture Noize)

 Sub Zero Project

 Gunz For Hire

 N-Vitral

Hosted by:  MC Villain

 Luna

 Sound Rush

 Coone

 Bass Modulators

 Wildstylez LIVE

 Sub Zero Project

 Tweekacore LIVE

 Phuture Noize

 B-Freqz LIVE

 Dr. Peacock

Hosted by:  MC Villain

(The Qreator)

 KELTEK

 Sound Rush

 D-Block & S-te-Fan

 Headhunterz

 B-Front

 Ran-D LIVE

 D-Sturb

 Rejecta LIVE

 Radical Redemption

 Miss K8

Hosted by:  MC Villain

 Zany

The Qreator

 Sound Rush

 D-Block & S-te-Fan

 Ran-D

 Sub Zero Project

 (Devin Wild)

 (Vertile)

 DJ The Prophet

 Rebelion

 D-Sturb & Act of Rage

 Rooler

 Sefa

Hosted by:  MC Villain

 Deepack

 Brennan Heart

 Showtek

 TNT

 Hard Driver

 Devin Wild

 B-Front x Phuture Noize

Shadow Priests

 Vertile

 Warface

 Deadly Guns

Hosted by:  MC Villain

 Deepack

 Luna

 Zany

 Wildstylez

 Noisecontrollers

 Coone

 Brennan Heart

 D-Block & S-te-Fan

 TNT

 Sub Zero Project

 B-Front

 Phuture Noize

 Adaro

 Rebelion

 D-Sturb

 Act of Rage

 Mad Dog

 Sefa

 Dr. Peacock

Hosted by:  MC Villain

### Anthem
Seit 2003 hat jede Edition der Qlimax ihre eigene Hymne (Anthem), wobei bei der letzten Ausgabe 2024 auf eine Hymne verzichtet wurde:
- 2003 (Niederlande) The Prophet – Follow The Leader
- 2003 (Niederlande) Deepack – The Prophecy
- 2004 (Niederlande) Future Tribes – Deadlock
- 2005 (Niederlande) Zany – Science & Religion
- 2006 (Belgien) Zany – Science & Religion
- 2006 (Niederlande) Alpha² – The Darkside
- 2007 (Niederlande) Headhunterz – The Power Of The Mind
- 2007 (Belgien) Headhunterz – The Power Of The Mind
- 2008 (Niederlande) Technoboy – Next Dimensional World[22]
- 2009 (Niederlande) D-Block & S-Te-Fan – The Nature Of Our Mind
- 2010 (Niederlande) Brennan Heart – Alternate Reality
- 2011 (Niederlande) Zatox – No Way Back
- 2012 (Niederlande) Psyko Punkz – Fate Or Fortune
- 2013 (Niederlande) Gunz For Hire ft. Ruffian – Immortal[23]
- 2014 (Niederlande) Noisecontrollers – The Source Code of Creation[24]
- 2015 (Niederlande) Atmozfears – Equilibrium
- 2016 (Niederlande) Coone – Rise of the Celestials
- 2017 (Niederlande) Wildstylez – Temple of Light
- 2018 (Niederlande) Sub Zero Project – The Game Changer
- 2019 (Niederlande) B-Front – Symphony of Shadows
- 2022 (Niederlande) Ran-D – The Reawakening
- 2023 (Niederlande) Hard Driver – Enter The Void

## Veranstaltungen
Die erste Qlimax fand am Samstag, den 3. Juni 2000 im Beursgebouw in Eindhoven statt.
In den folgenden Jahren wechselte der Veranstaltungsort.
- 21. Oktober 2000, USC De Boelelaan, Amsterdam
- 3. Februar 2001, USC De Boelelaan, Amsterdam
- 2. Juni 2001, Heineken Music Hall, Amsterdam
- 8. Dezember 2001, Heineken Music Hall, Amsterdam
- 6. April 2002, Thialf Stadion, Heerenveen
- 21. September 2002, SilverDome, Zoetermeer
- 12. April 2003, Thialf Stadion, Heerenveen
- 22. November 2003, GelreDome, Arnheim
- 27. November 2004, GelreDome, Arnheim
- 19. November 2005, GelreDome, Arnheim
- 4. Februar 2006, Ethias Arena, Hasselt, Belgien
- 25. November 2006, GelreDome, Arnheim
- 17. November 2007, GelreDome, Arnheim
- 1. Dezember 2007, Ethias Arena, Hasselt, Belgien
- 22. November 2008, GelreDome, Arnheim
- 21. November 2009, GelreDome, Arnheim
- 27. November 2010, GelreDome, Arnheim
- 26. November 2011, GelreDome, Arnheim
- 24. November 2012, GelreDome, Arnheim
- 23. November 2013, GelreDome, Arnheim
- 22. November 2014, GelreDome, Arnheim
- 21. November 2015, GelreDome, Arnheim
- 19. November 2016, GelreDome, Arnheim
- 18. November 2017, GelreDome, Arnheim
- 24. November 2018, GelreDome, Arnheim
- 23. November 2019, GelreDome, Arnheim
- 26. November 2022, GelreDome, Arnheim
- 18. November 2023, GelreDome, Arnheim
- 16. November 2024, GelreDome, Arnheim